# Saint-Julien-de-l'Herms
Saint-Julien-de-l'Herms é uma comuna francesa na região administrativa de Auvérnia-Ródano-Alpes, no departamento de Isère. Estende-se por uma área de 9,17 km². Em 2010 a comuna tinha 153 habitantes (densidade: 16,7 hab./km²).